# الحرب التجارية بين الولايات المتحدة وكندا والمكسيك

بدأت حرب تجارية بين الولايات المتحدة وكندا والمكسيك في 1 فبراير 2025، عندما وقّع الرئيس الأمريكي دونالد ترامب أوامر فرض رسوم جمركية شبه شاملة على البضائع القادمة من البلدين إلى الولايات المتحدة. ودعت الأوامر إلى فرض رسوم بنسبة 25% على جميع الواردات من المكسيك وجميع الواردات من كندا باستثناء النفط والطاقة، التي ستُفرض عليها رسوم بنسبة 10%.
ردًا على ذلك، قال رئيس الوزراء الكندي جاستن ترودو إن كندا سترد بفرض رسوم بنسبة 25% على بضائع أمريكية بقيمة 30 مليار دولار كندي (20.6 مليار دولار أمريكي)، والتي ستتوسع إلى 155 مليار دولار كندي (106 مليارات دولار أمريكي) بعد ثلاثة أسابيع. أعلنت رئيسة المكسيك كلوديا شينباوم أن المكسيك ستفرض رسومًا جمركية وردودًا غير جمركية ضد الولايات المتحدة. في 3 فبراير، ولكن قبل يوم من بدء سريان الرسوم، تفاوض القادة على تأخير لمدة شهر.
دخلت الرسوم الأمريكية حيز التنفيذ في 4 مارس؛ وبدأت الرسوم الانتقامية الكندية في نفس الوقت، بينما قالت المكسيك إنها ستنتظر للرد. في 6 مارس، أجّل ترامب الرسوم على البضائع المتوافقة مع اتفاقية الولايات المتحدة-المكسيك-كندا (USMCA)—التي تشكل حوالي 50% من الواردات من المكسيك و38% من الواردات من كندا. على الرغم من أن الإعفاء كان من المتوقع أن ينتهي في 2 أبريل، أعلن البيت الأبيض أنه سيظل مفتوحًا إلى أجل غير مسمى. ومع ذلك، أضافت الولايات المتحدة رسومًا على جميع واردات الصلب والألمنيوم والسيارات، بما في ذلك تلك القادمة من المكسيك وكندا.
قال ترامب إن الرسوم تهدف إلى تقليل العجز التجاري الأمريكي مع كندا والمكسيك، وإجبار البلدين على تأمين حدودهما مع الولايات المتحدة ضد الهجرة غير الشرعية وتهريب الفنتانيل، وتعزيز التصنيع المحلي في الولايات المتحدة. وصف شينباوم وترودو وخليفته مارك كارني الرسوم الأمريكية بأنها غير مبررة وقالوا إنها تنتهك اتفاقية USMCA. قال ترودو إن ترامب ينوي استخدام الرسوم لفرض ضم كندا إلى الولايات المتحدة، وهو ما اقترحه ترامب. ذكر الاقتصاديون أن الرسوم من المرجح أن تعطل التجارة بين الدول الثلاث، مما يؤدي إلى تعطيل سلاسل التوريد وزيادة أسعار المستهلكين.